# Wladimir Kutz
Wladimir Kutz (* 13. Juli 1947 in Lüda) ist ein Übersetzer und Konferenzdolmetscher für Russisch, Spanisch und Ukrainisch sowie öffentlich bestellter und allgemein vereidigter Polizei- und Gerichtsdolmetscher für Russisch, Spanisch, Englisch und Ukrainisch. Er lehrt an der Universität Leipzig in der Philologischen Fakultät am Institut für Angewandte Linguistik und Translatologie (IALT).

## Leben
Nach dem Abitur 1965 in Simferopol studierte Kutz an der ehemaligen Fremdsprachenhochschule Maurice Thorez in Moskau, wo er sein Diplomstudium Übersetzen und Dolmetschen für Russisch, Spanisch, Englisch und Deutsch 1970 mit Auszeichnung absolvierte.
Seit 1971 lehrt Kutz am Institut für Angewandte Linguistik und Translatologie in den Sprachen Russisch, Englisch und Spanisch. 1978 promovierte er mit einer Arbeit zur Übersetzung entsprechungsloser russischer Benennungen ins Deutsche, 1989 habilitierte er sich mit seiner Schrift über Kompressionen beim Simultandolmetschen technischer Texte. 1995 folgte die öffentliche Bestellung und allgemeine Vereidigung als Übersetzer und Dolmetscher für Russisch, Spanisch und Englisch, 1999 die für Ukrainisch.

## Publikationen
- Translationsdidaktik. Tübingen, Narr 1997
- Dolmetschkompetenz: Was muss der Dolmetscher wissen und können? Bochum, European University Press 2010
- Dolmetschkompetenz Band II: Was muss der Dolmetscher wissen und können? Bochum, European University Press 2012